# EEF1AKMT1
EEF1AKMT1 (англ. EEF1A lysine methyltransferase 1) – білок, який кодується однойменним геном, розташованим у людей на 13-й хромосомі. Довжина поліпептидного ланцюга білка становить 214 амінокислот, а молекулярна маса — 24 506.
| 10         |  | 20         |  | 30         |  | 40         |  | 50         |
| ---------- |  | ---------- |  | ---------- |  | ---------- |  | ---------- |
| MSDLEDDETP |  | QLSAHALAAL |  | QEFYAEQKQQ |  | IEPGEDDKYN |  | IGIIEENWQL |
| SQFWYSQETA |  | LQLAQEAIAA |  | VGEGGRIACV |  | SAPSVYQKLR |  | ELCRENFSIY |
| IFEYDKRFAM |  | YGEEFIFYDY |  | NNPLDLPERI |  | AAHSFDIVIA |  | DPPYLSEECL |
| RKTSETVKYL |  | TRGKILLCTG |  | AIMEEQAAEL |  | LGVKMCTFVP |  | RHTRNLANEF |
| RCYVNYDSGL |  | DCGI       |  |            |  |            |  |            |

A: Аланін

C: Цистеїн

D: Аспарагінова кислота

E: Глутамінова кислота

F: Фенілаланін

G: Гліцин

H: Гістидин

I: Ізолейцин

K: Лізин

L: Лейцин

M: Метіонін

N: Аспарагін

P: Пролін

Q: Глутамін

R: Аргінін

S: Серин

T: Треонін

V: Валін

W: Триптофан

Кодований геном білок за функціями належить до трансфераз, метилтрансфераз, фосфопротеїнів. 
Задіяний у такому біологічному процесі, як ацетилювання. 
Локалізований у цитоплазмі.